# Campeonato de Primera División D 1978
El Campeonato de Primera División D 1978 fue la vigésimo octava temporada del certamen de la cuarta categoría del fútbol argentino. Se disputó entre el 4 de marzo y el 30 de diciembre de 1978.
Los nuevos participantes fueron Justo José de Urquiza, Victoriano Arenas y Villa San Carlos, descendidos de la Primera C 1977.
El certamen consagró campeón por primera vez a Piraña, que obtuvo el ascenso.

## Ascensos y descensos
| Equipos Afiliados   |
| ------------------- |
| Argentino de Merlo  |
| Claypole            |
| Defensa y Justicia  |
| Deportivo Laferrere |
| San Miguel          |

| Pos. | Descendidos de la Primera C 1977 |
| ---- | -------------------------------- |
| 17.º | Justo José de Urquiza            |
| 18.º | Victoriano Arenas                |
| 19.º | Villa San Carlos                 |

| \| Pos. \| Ascendido de la Primera D 1977 \| \| ---- \| ------------------------------ \| \| 1.º \| General Lamadrid \| |                                |
| Pos. | Ascendido de la Primera D 1977 |
| 1.º | General Lamadrid               |

| Pos. | Ascendido de la Primera D 1977 |
| ---- | ------------------------------ |
| 1.º  | General Lamadrid               |

## Formato
Los equipos fueron divididos en tres zonas de 10 equipos cada una, dentro de las cuales se enfrentaron bajo el sistema de todos contra todos a 2 ruedas. Los 5 equipos con más puntaje de cada zona clasificaron a una ronda final por el ascenso, en la cual se enfrentaron todos contra todos a una sola rueda. El equipo con mayor puntaje de esta ronda final se consagró campeón y obtuvo el ascenso.

## Equipos participantes
| Equipo                | Lugar             | Estadio                   |
| --------------------- | ----------------- | ------------------------- |
| Acassuso              | Boulogne Sur Mer  | No posee                  |
| Argentino de Merlo    | Merlo             | No posee                  |
| Atlas                 | General Rodríguez | Ricardo Puga              |
| Brown                 | Adrogué           | Brown de Adrogué          |
| Cañuelas              | Cañuelas          | El Cajón                  |
| Central Ballester     | Villa Ballester   | Italia y Moreno           |
| Centro Español        | Villa Sarmiento   | No posee                  |
| Claypole              | Claypole          | No posee                  |
| Defensores de Almagro | Balvanera         | No posee                  |
| Defensa y Justicia    | Florencio Varela  | Norberto Tomaghello       |
| Deportivo Laferrere   | Laferrere         | Rodney y Magnasco         |
| Deportivo Paraguayo   | San Telmo         | No posee                  |
| Ferrocarril Midland   | Libertad          | Ciudad de Libertad        |
| Ferrocarril Urquiza   | Villa Lynch       | Monumental de Villa Lynch |
| General Belgrano      | Tapiales          | No posee                  |
| Ituzaingó             | Ituzaingó         | Ituzaingó                 |
| Justo José de Urquiza | Caseros           | Kelsey y Bonifacini       |
| Juventud Unida        | Muñiz             | Sarmiento y Azcuénaga     |
| Leandro N. Alem       | General Rodríguez | Leandro N. Alem           |
| Pilar                 | Pilar             | No posee                  |
| Piraña                | Parque Patricios  | No posee                  |
| Puerto Nuevo          | Campana           | Municipal de Campana      |
| Sacachispas           | Villa Soldati     | Lacarra y Barros Pazos    |
| San Martín            | Burzaco           | Francisco Boga            |
| San Miguel            | Los Polvorines    | Malvinas Argentinas       |
| Sportivo Barracas     | Barracas          | No posee                  |
| Sportivo Palermo      | Palermo           | No posee                  |
| Victoriano Arenas     | Valentín Alsina   | Saturnino Moure           |
| Villa San Carlos      | Berisso           | Genacio Sálice            |
| Yupanqui              | Villa Lugano      | No posee                  |

### Distribución geográfica de los equipos
| Región                                   | Cant. | Equipos |
| ---------------------------------------- | ----- | --- |
| Conurbano bonaerense                     | 18    | Acassuso, Argentino de Merlo, Brown (A), Central Ballester, Centro Español, Claypole, Defensa y Justicia, Deportivo Laferrere, Ferrocarril Midland, Ferrocarril Urquiza, General Belgrano, Ituzaingó, Justo José de Urquiza, Juventud Unida, Pilar, San Martín (B), San Miguel y Victoriano Arenas |
| Ciudad de Buenos Aires                   | 7     | Defensores de Almagro, Deportivo Paraguayo, Piraña, Sacachispas, Sportivo Barracas, Sportivo Palermo y Yupanqui |
| Interior de la provincia de Buenos Aires | 4     | Atlas, Cañuelas, Leandro N. Alem y Puerto Nuevo |
| Gran La Plata                            | 1     | Villa San Carlos |

## Tablas de posiciones

### Zona Norte
| Pos. | Equipo              | Pts. | PJ | PG | PE | PP | GF | GC | Dif. |
| ---- | ------------------- | ---- | -- | -- | -- | -- | -- | -- | ---- |
| 1.º  | Ferrocarril Midland | 29   | 18 | 11 | 7  | 0  | 41 | 15 | 26   |
| 2.º  | San Miguel          | 24   | 18 | 9  | 6  | 3  | 38 | 16 | 22   |
| 3.º  | Argentino de Merlo  | 23   | 18 | 8  | 7  | 3  | 33 | 19 | 14   |
| 4.º  | Ituzaingó           | 22   | 18 | 9  | 4  | 5  | 35 | 19 | 16   |
| 5.º  | Puerto Nuevo        | 22   | 18 | 8  | 6  | 4  | 26 | 21 | 5    |
| 6.º  | Juventud Unida      | 17   | 18 | 6  | 5  | 7  | 31 | 27 | 4    |
| 7.º  | Pilar               | 14   | 18 | 6  | 2  | 10 | 24 | 40 | −16  |
| 8.º  | Atlas               | 12   | 18 | 3  | 6  | 9  | 21 | 42 | −21  |
| 9.º  | Leandro N. Alem     | 11   | 18 | 4  | 3  | 11 | 20 | 35 | −15  |
| 10.º | Centro Español      | 0    | 18 | 3  | 0  | 15 | 17 | 52 | −35  |

|  | Clasificado a la Ronda final por el ascenso |

#### Resultados
| Argentino de Merlo | 3 - 3 | Pilar               | Ciudad de Libertad       | 4 de marzo |
| Atlas              | 0 - 2 | Puerto Nuevo        | Ricardo Puga             | 4 de marzo |
| Ituzaingó          | 1 - 1 | San Miguel          | Pacheco y Mariano Acosta | 4 de marzo |
| Juventud Unida     | 7 - 1 | Centro Español      | Franco Muggeri           | 4 de marzo |
| Leandro N. Alem    | 1 - 3 | Ferrocarril Midland | Leandro N. Alem          | 4 de marzo |

| Argentino de Merlo | 4 - 1 | Leandro N. Alem     | Ciudad de Libertad       | 11 de marzo |
| Centro Español     | 0 - 3 | Ferrocarril Midland | Pacheco y Mariano Acosta | 11 de marzo |
| Pilar              | 1 - 0 | Ituzaingó           | Ricardo Puga             | 11 de marzo |
| Puerto Nuevo       | 3 - 0 | Juventud Unida      | Municipal de Campana     | 11 de marzo |
| San Miguel         | 0 - 1 | Atlas               | Franco Muggeri           | 11 de marzo |

| Atlas               | 0 - 4 | Pilar              | Ricardo Puga             | 23 de marzo |
| Ferrocarril Midland | 0 - 0 | Puerto Nuevo       | Ciudad de Libertad       | 23 de marzo |
| Ituzaingó           | 2 - 3 | Argentino de Merlo | Pacheco y Mariano Acosta | 23 de marzo |
| Juventud Unida      | 1 - 2 | San Miguel         | Franco Muggeri           | 23 de marzo |
| Leandro N. Alem     | 1 - 3 | Centro Español     | Leandro N. Alem          | 23 de marzo |

| Argentino de Merlo | 3 - 0 | Atlas               | Ciudad de Libertad       | 25 de marzo |
| Ituzaingó          | 4 - 0 | Leandro N. Alem     | Pacheco y Mariano Acosta | 25 de marzo |
| Pilar              | 3 - 1 | Juventud Unida      | Leandro N. Alem          | 25 de marzo |
| Puerto Nuevo       | 4 - 2 | Centro Español      | Municipal de Campana     | 25 de marzo |
| San Miguel         | 2 - 2 | Ferrocarril Midland | Franco Muggeri           | 25 de marzo |

| Atlas               | 2 - 3 | Ituzaingó          | Ricardo Puga             | 1 de abril |
| Centro Español      | 1 - 0 | San Miguel         | Pacheco y Mariano Acosta | 1 de abril |
| Ferrocarril Midland | 2 - 1 | Pilar              | Ciudad de Libertad       | 1 de abril |
| Juventud Unida      | 0 - 0 | Argentino de Merlo | Franco Muggeri           | 1 de abril |
| Leandro N. Alem     | 2 - 1 | Puerto Nuevo       | Leandro N. Alem          | 1 de abril |

| Argentino de Merlo | 1 - 3 | Ferrocarril Midland | Ciudad de Libertad       | 8 de abril |
| Atlas              | 0 - 0 | Leandro N. Alem     | Ricardo Puga             | 8 de abril |
| Ituzaingó          | 4 - 0 | Juventud Unida      | Pacheco y Mariano Acosta | 8 de abril |
| Pilar              | 5 - 2 | Centro Español      | Leandro N. Alem          | 8 de abril |
| San Miguel         | 1 - 1 | Puerto Nuevo        | Franco Muggeri           | 8 de abril |

| Centro Español      | 0 - 1 | Argentino de Merlo | Pacheco y Mariano Acosta | 15 de abril |
| Ferrocarril Midland | 1 - 1 | Ituzaingó          | Ciudad de Libertad       | 15 de abril |
| Juventud Unida      | 3 - 1 | Atlas              | Franco Muggeri           | 15 de abril |
| Leandro N. Alem     | 1 - 2 | San Miguel         | Leandro N. Alem          | 15 de abril |
| Puerto Nuevo        | 2 - 0 | Pilar              | Municipal de Campana     | 16 de abril |

| Argentino de Merlo | 3 - 0 | Puerto Nuevo        | Ciudad de Libertad       | 22 de abril |
| Atlas              | 0 - 0 | Ferrocarril Midland | Ricardo Puga             | 22 de abril |
| Ituzaingó          | 4 - 1 | Centro Español      | Pacheco y Mariano Acosta | 22 de abril |
| Juventud Unida     | 2 - 0 | Leandro N. Alem     | Franco Muggeri           | 22 de abril |
| Pilar              | 0 - 3 | San Miguel          | Leandro N. Alem          | 22 de abril |

| Centro Español      | 0 - 2 | Atlas              | Pacheco y Mariano Acosta | 29 de abril |
| Ferrocarril Midland | 2 - 2 | Juventud Unida     | Ciudad de Libertad       | 29 de abril |
| Leandro N. Alem     | 1 - 2 | Pilar              | Leandro N. Alem          | 29 de abril |
| San Miguel          | 0 - 0 | Argentino de Merlo | Franco Muggeri           | 29 de abril |
| Puerto Nuevo        | 1 - 2 | Ituzaingó          | Municipal de Campana     | 30 de abril |

| Centro Español      | 2 - 1 | Juventud Unida     | Pacheco y Mariano Acosta | 6 de mayo |
| Ferrocarril Midland | 2 - 0 | Leandro N. Alem    | Ciudad de Libertad       | 6 de mayo |
| Pilar               | 0 - 3 | Argentino de Merlo | Leandro N. Alem          | 6 de mayo |
| Puerto Nuevo        | 2 - 2 | Atlas              | Municipal de Campana     | 6 de mayo |
| San Miguel          | 1 - 0 | Ituzaingó          | Franco Muggeri           | 6 de mayo |

| Atlas               | 1 - 8 | San Miguel         | Ricardo Puga             | 13 de mayo |
| Ferrocarril Midland | 4 - 0 | Centro Español     | Ciudad de Libertad       | 13 de mayo |
| Ituzaingó           | 5 - 0 | Pilar              | Pacheco y Mariano Acosta | 13 de mayo |
| Juventud Unida      | 1 - 1 | Puerto Nuevo       | Franco Muggeri           | 13 de mayo |
| Leandro N. Alem     | 1 - 1 | Argentino de Merlo | Leandro N. Alem          | 13 de mayo |

| Argentino de Merlo | 0 - 0 | Ituzaingó           | Ciudad de Libertad       | 20 de mayo |
| Centro Español     | 0 - 3 | Leandro N. Alem     | Pacheco y Mariano Acosta | 20 de mayo |
| Pilar              | 1 - 1 | Atlas               | Leandro N. Alem          | 20 de mayo |
| Puerto Nuevo       | 1 - 1 | Ferrocarril Midland | Municipal de Campana     | 20 de mayo |
| San Miguel         | 1 - 0 | Juventud Unida      | Franco Muggeri           | 20 de mayo |

| Atlas               | 2 - 2 | Argentino de Merlo | Ricardo Puga             | 1 de julio |
| Centro Español      | 2 - 3 | Puerto Nuevo       | Pacheco y Mariano Acosta | 1 de julio |
| Ferrocarril Midland | 2 - 1 | San Miguel         | Ciudad de Libertad       | 1 de julio |
| Juventud Unida      | 4 - 1 | Pilar              | Franco Muggeri           | 1 de julio |
| Leandro N. Alem     | 1 - 2 | Ituzaingó          | Leandro N. Alem          | 1 de julio |

| Puerto Nuevo       | 1 - 0 | Leandro N. Alem     | Municipal de Campana     | 8 de julio  |
| Ituzaingó          | 4 - 1 | Atlas               | Pacheco y Mariano Acosta | 15 de julio |
| Pilar              | 0 - 5 | Ferrocarril Midland | Leandro N. Alem          | 15 de julio |
| San Miguel         | 6 - 1 | Centro Español      | Franco Muggeri           | 16 de julio |
| Argentino de Merlo | 0 - 2 | Juventud Unida      | Ciudad de Libertad       | 20 de julio |

| Centro Español      | 0 - 1 | Pilar              | Pacheco y Mariano Acosta | 22 de julio |
| Ferrocarril Midland | 3 - 1 | Argentino de Merlo | Ciudad de Libertad       | 22 de julio |
| Juventud Unida      | 0 - 0 | Ituzaingó          | Franco Muggeri           | 22 de julio |
| Leandro N. Alem     | 2 - 2 | Atlas              | Leandro N. Alem          | 22 de julio |
| Puerto Nuevo        | 1 - 1 | San Miguel         | Municipal de Campana     | 22 de julio |

| Argentino de Merlo | 3 - 0 | Centro Español      | Ciudad de Libertad       | 29 de julio |
| Atlas              | 2 - 4 | Juventud Unida      | Ricardo Puga             | 29 de julio |
| Ituzaingó          | 1 - 4 | Ferrocarril Midland | Pacheco y Mariano Acosta | 29 de julio |
| Pilar              | 0 - 1 | Puerto Nuevo        | Leandro N. Alem          | 29 de julio |
| San Miguel         | 3 - 1 | Leandro N. Alem     | Franco Muggeri           | 29 de julio |

| Centro Español      | 1 - 2 | Ituzaingó          | Pacheco y Mariano Acosta | 5 de agosto  |
| Ferrocarril Midland | 3 - 2 | Atlas              | Ciudad de Libertad       | 5 de agosto  |
| Leandro N. Alem     | 3 - 2 | Juventud Unida     | Leandro N. Alem          | 5 de agosto  |
| San Miguel          | 5 - 1 | Pilar              | Franco Muggeri           | 5 de agosto  |
| Puerto Nuevo        | 1 - 4 | Argentino de Merlo | Municipal de Campana     | 27 de agosto |

| Argentino de Merlo | 1 - 1 | San Miguel          | Ciudad de Libertad       | 19 de agosto |
| Atlas              | 2 - 1 | Centro Español      | Ricardo Puga             | 19 de agosto |
| Ituzaingó          | 0 - 1 | Puerto Nuevo        | Pacheco y Mariano Acosta | 19 de agosto |
| Juventud Unida     | 1 - 1 | Ferrocarril Midland | Franco Muggeri           | 19 de agosto |
| Pilar              | 1 - 2 | Leandro N. Alem     | Leandro N. Alem          | 19 de agosto |

### Zona Sur
| Pos. | Equipo                | Pts. | PJ | PG | PE | PP | GF | GC | Dif. |
| ---- | --------------------- | ---- | -- | -- | -- | -- | -- | -- | ---- |
| 1.º  | Brown de Adrogué      | 26   | 18 | 11 | 4  | 3  | 44 | 27 | 17   |
| 2.º  | San Martín de Burzaco | 21   | 18 | 9  | 3  | 6  | 39 | 35 | 4    |
| 3.º  | Victoriano Arenas     | 20   | 18 | 8  | 4  | 6  | 33 | 27 | 6    |
| 4.º  | Deportivo Laferrere   | 20   | 18 | 7  | 6  | 5  | 32 | 29 | 3    |
| 5.º  | Cañuelas              | 19   | 18 | 8  | 3  | 7  | 27 | 27 | 0    |
| 6.º  | Villa San Carlos      | 18   | 18 | 6  | 6  | 6  | 32 | 27 | 5    |
| 7.º  | Yupanqui              | 15   | 18 | 6  | 3  | 9  | 32 | 42 | −10  |
| 8.º  | Claypole              | 14   | 18 | 4  | 6  | 8  | 23 | 32 | −9   |
| 9.º  | Sportivo Barracas     | 13   | 18 | 4  | 7  | 7  | 29 | 33 | −4   |
| 10.º | Defensa y Justicia    | 12   | 18 | 5  | 2  | 11 | 22 | 34 | −12  |

|  | Clasificado a la Ronda final por el ascenso |

#### Resultados
| Claypole           | 3 - 1 | San Martín de Burzaco | Brown de Adrogué             | 4 de marzo  |
| Defensa y Justicia | 2 - 1 | Cañuelas              | Gral. Don José de San Martín | 4 de marzo  |
| Villa San Carlos   | 1 - 3 | Brown de Adrogué      | Genacio Sálice               | 4 de marzo  |
| Yupanqui           | 2 - 0 | Sportivo Barracas     | Rodney y Magnasco            | 4 de marzo  |
| Cañuelas           | 3 - 2 | Yupanqui              | El Cajón                     | 11 de marzo |

| Deportivo Laferrere   | 4 - 0 | Victoriano Arenas | Rodney y Magnasco | 11 de marzo |
| San Martín de Burzaco | 3 - 0 | Villa San Carlos  | Francisco Boga    | 11 de marzo |
| Sportivo Barracas     | 3 - 3 | Claypole          | Olavarría y Luna  | 11 de marzo |
| Victoriano Arenas     | 0 - 2 | Brown de Adrogué  | Saturnino Moure   | 23 de marzo |
| Villa San Carlos      | 0 - 0 | Sportivo Barracas | Genacio Sálice    | 23 de marzo |

| Yupanqui              | 1 - 3 | Defensa y Justicia  | Rodney y Magnasco            | 23 de marzo |
| Claypole              | 0 - 0 | Cañuelas            | Brown de Adrogué             | 27 de marzo |
| Brown de Adrogué      | 1 - 3 | Deportivo Laferrere | Brown de Adrogué             | 25 de marzo |
| Defensa y Justicia    | 2 - 1 | Claypole            | Gral. Don José de San Martín | 25 de marzo |
| San Martín de Burzaco | 2 - 1 | Victoriano Arenas   | Francisco Boga               | 25 de marzo |

| Cañuelas            | 2 - 0 | Villa San Carlos      | El Cajón          | 26 de marzo |
| Claypole            | 2 - 3 | Yupanqui              | Brown de Adrogué  | 1 de abril  |
| Deportivo Laferrere | 2 - 3 | San Martín de Burzaco | Rodney y Magnasco | 1 de abril  |
| Victoriano Arenas   | 1 - 1 | Sportivo Barracas     | Saturnino Moure   | 1 de abril  |
| Villa San Carlos    | 3 - 2 | Defensa y Justicia    | Genacio Sálice    | 1 de abril  |

| Cañuelas              | 2 - 3 | Victoriano Arenas   | El Cajón          | 8 de abril  |
| San Martín de Burzaco | 1 - 3 | Brown de Adrogué    | Francisco Boga    | 8 de abril  |
| Sportivo Barracas     | 1 - 1 | Deportivo Laferrere | Olavarría y Luna  | 8 de abril  |
| Yupanqui              | 1 - 1 | Villa San Carlos    | Rodney y Magnasco | 8 de abril  |
| Brown de Adrogué      | 3 - 0 | Sportivo Barracas   | Brown de Adrogué  | 15 de abril |

| Deportivo Laferrere | 1 - 2 | Cañuelas            | Rodney y Magnasco            | 15 de abril |
| Victoriano Arenas   | 6 - 1 | Defensa y Justicia  | Saturnino Moure              | 15 de abril |
| Villa San Carlos    | 1 - 1 | Claypole            | Genacio Sálice               | 15 de abril |
| Cañuelas            | 3 - 2 | Brown de Adrogué    | El Cajón                     | 22 de abril |
| Defensa y Justicia  | 0 - 1 | Deportivo Laferrere | Gral. Don José de San Martín | 22 de abril |

| Sportivo Barracas     | 1 - 0 | San Martín de Burzaco | Olavarría y Luna  | 22 de abril |
| Yupanqui              | 0 - 2 | Victoriano Arenas     | Rodney y Magnasco | 22 de abril |
| Brown de Adrogué      | 2 - 1 | Defensa y Justicia    | Brown de Adrogué  | 29 de abril |
| Deportivo Laferrere   | 2 - 8 | Yupanqui              | Rodney y Magnasco | 29 de abril |
| San Martín de Burzaco | 2 - 1 | Cañuelas              | Francisco Boga    | 29 de abril |

| Victoriano Arenas  | 1 - 0 | Claypole              | Saturnino Moure              | 29 de abril |
| Cañuelas           | 3 - 1 | Sportivo Barracas     | El Cajón                     | 6 de mayo   |
| Claypole           | 0 - 0 | Deportivo Laferrere   | Brown de Adrogué             | 6 de mayo   |
| Defensa y Justicia | 1 - 4 | San Martín de Burzaco | Gral. Don José de San Martín | 6 de mayo   |
| Villa San Carlos   | 2 - 2 | Victoriano Arenas     | Genacio Sálice               | 6 de mayo   |

| Yupanqui              | 2 - 3 | Brown de Adrogué   | Lacarra y Barros Pazos | 6 de mayo  |
| Brown de Adrogué      | 3 - 1 | Claypole           | Brown de Adrogué       | 13 de mayo |
| Deportivo Laferrere   | 1 - 1 | Villa San Carlos   | Rodney y Magnasco      | 13 de mayo |
| San Martín de Burzaco | 2 - 3 | Yupanqui           | Francisco Boga         | 13 de mayo |
| Sportivo Barracas     | 4 - 2 | Defensa y Justicia | Olavarría y Luna       | 13 de mayo |

| Brown de Adrogué      | 3 - 1 | Villa San Carlos   | Brown de Adrogué       | 20 de mayo |
| San Martín de Burzaco | 5 - 1 | Claypole           | Francisco Boga         | 20 de mayo |
| Sportivo Barracas     | 2 - 1 | Yupanqui           | Olavarría y Luna       | 20 de mayo |
| Cañuelas              | 2 - 0 | Defensa y Justicia | El Cajón               | 20 de mayo |
| Yupanqui              | 1 - 0 | Cañuelas           | Lacarra y Barros Pazos | 1 de julio |

| Claypole          | 1 - 6 | Sportivo Barracas     | Brown de Adrogué | 1 de julio  |
| Villa San Carlos  | 5 - 0 | San Martín de Burzaco | Genacio Sálice   | 1 de julio  |
| Victoriano Arenas | 0 - 1 | Deportivo Laferrere   | Saturnino Moure  | 1 de julio  |
| Brown de Adrogué  | 3 - 2 | Victoriano Arenas     | Brown de Adrogué | 15 de julio |
| Sportivo Barracas | 2 - 2 | Villa San Carlos      | Olavarría y Luna | 15 de julio |

| Cañuelas           | 1 - 0 | Claypole              | El Cajón                     | 15 de julio |
| Defensa y Justicia | 3 - 0 | Yupanqui              | Gral. Don José de San Martín | 15 de julio |
| Claypole           | 0 - 0 | Defensa y Justicia    | Brown de Adrogué             | 19 de julio |
| Villa San Carlos   | 3 - 2 | Cañuelas              | Genacio Sálice               | 19 de julio |
| Victoriano Arenas  | 3 - 1 | San Martín de Burzaco | Saturnino Moure              | 19 de julio |

| Deportivo Laferrere   | 2 - 2 | Brown de Adrogué    | Rodney y Magnasco            | 19 de julio |
| San Martín de Burzaco | 3 - 1 | Deportivo Laferrere | Francisco Boga               | 22 de julio |
| Sportivo Barracas     | 1 - 1 | Victoriano Arenas   | Olavarría y Luna             | 22 de julio |
| Defensa y Justicia    | 0 - 1 | Villa San Carlos    | Gral. Don José de San Martín | 22 de julio |
| Yupanqui              | 2 - 1 | Claypole            | Lacarra y Barros Pazos       | 22 de julio |

| Villa San Carlos    | 9 - 0 | Yupanqui              | Genacio Sálice    | 29 de julio |
| Victoriano Arenas   | 3 - 1 | Cañuelas              | Saturnino Moure   | 29 de julio |
| Deportivo Laferrere | 6 - 3 | Sportivo Barracas     | Rodney y Magnasco | 29 de julio |
| Brown de Adrogué    | 3 - 3 | San Martín de Burzaco | Brown de Adrogué  | 29 de julio |
| Sportivo Barracas   | 1 - 1 | Brown de Adrogué      | Olavarría y Luna  | 5 de agosto |

| Cañuelas            | 1 - 1 | Deportivo Laferrere | El Cajón                     | 5 de agosto  |
| Defensa y Justicia  | 0 - 1 | Victoriano Arenas   | Gral. Don José de San Martín | 5 de agosto  |
| Claypole            | 1 - 0 | Villa San Carlos    | Brown de Adrogué             | 5 de agosto  |
| Victoriano Arenas   | 1 - 1 | Yupanqui            | Saturnino Moure              | 17 de agosto |
| Deportivo Laferrere | 4 - 2 | Defensa y Justicia  | Rodney y Magnasco            | 17 de agosto |

| Brown de Adrogué      | 4 - 0 | Cañuelas              | Brown de Adrogué             | 17 de agosto |
| San Martín de Burzaco | 3 - 2 | Sportivo Barracas     | Francisco Boga               | 17 de agosto |
| Cañuelas              | 1 - 1 | San Martín de Burzaco | El Cajón                     | 19 de agosto |
| Defensa y Justicia    | 1 - 1 | Brown de Adrogué      | Gral. Don José de San Martín | 19 de agosto |
| Yupanqui              | 0 - 1 | Deportivo Laferrere   | Lacarra y Barros Pazos       | 19 de agosto |

| Claypole              | 4 - 2 | Victoriano Arenas  | Brown de Adrogué  | 19 de agosto |
| Victoriano Arenas     | 4 - 1 | Villa San Carlos   | Saturnino Moure   | 26 de agosto |
| Deportivo Laferrere   | 1 - 1 | Claypole           | Rodney y Magnasco | 26 de agosto |
| Brown de Adrogué      | 4 - 2 | Yupanqui           | Brown de Adrogué  | 26 de agosto |
| San Martín de Burzaco | 2 - 1 | Defensa y Justicia | Francisco Boga    | 26 de agosto |

| Sportivo Barracas  | 1 - 2 | Cañuelas              | Olavarría y Luna             | 26 de agosto    |
| Defensa y Justicia | 1 - 0 | Sportivo Barracas     | Gral. Don José de San Martín | 2 de septiembre |
| Yupanqui           | 3 - 3 | San Martín de Burzaco | Rodney y Magnasco            | 2 de septiembre |
| Claypole           | 3 - 1 | Brown de Adrogué      | Brown de Adrogué             | 2 de septiembre |
| Villa San Carlos   | 1 - 0 | Deportivo Laferrere   | Genacio Sálice               | 2 de septiembre |

### Zona Centro
| Pos. | Equipo                | Pts. | PJ | PG | PE | PP | GF | GC | Dif. |
| ---- | --------------------- | ---- | -- | -- | -- | -- | -- | -- | ---- |
| 1.º  | General Belgrano      | 21   | 18 | 7  | 7  | 4  | 33 | 26 | 7    |
| 2.º  | Central Ballester     | 21   | 18 | 9  | 3  | 6  | 19 | 13 | 6    |
| 3.º  | Piraña                | 21   | 18 | 7  | 7  | 4  | 29 | 24 | 5    |
| 4.º  | J.J. Urquiza          | 19   | 18 | 7  | 5  | 6  | 32 | 22 | 10   |
| 5.º  | Sacachispas           | 18   | 18 | 7  | 4  | 7  | 35 | 32 | 3    |
| 6.º  | Acassuso              | 18   | 18 | 6  | 6  | 6  | 28 | 31 | −3   |
| 7.º  | Deportivo Paraguayo   | 16   | 18 | 4  | 8  | 6  | 20 | 21 | −1   |
| 8.º  | Sportivo Palermo      | 16   | 18 | 6  | 4  | 8  | 24 | 33 | −9   |
| 9.º  | Defensores de Almagro | 16   | 18 | 5  | 6  | 7  | 30 | 43 | −13  |
| 10.º | Ferrocarril Urquiza   | 14   | 18 | 5  | 4  | 9  | 18 | 23 | −5   |

|  | Clasificado a la Ronda final por el ascenso                                             |
|  | Jugó un desempate para determinar el último clasificado a la Ronda final por el ascenso |

### Desempate
| Acassuso                               | 2 - 3 | Sacachispas | Francisco Urbano | 19 de septiembre |
| Sacachispas clasificó a la Ronda Final |       |             |                  |                  |

#### Resultados
| Acassuso            | 0 - 4 | Central Ballester     | Italia y Moreno           | 4 de marzo |
| Deportivo Paraguayo | 0 - 1 | Defensores de Almagro | Lacarra y Barros Pazos    | 4 de marzo |
| Sportivo Palermo    | 2 - 3 | Piraña                | Kelsey y Bonifacini       | 4 de marzo |
| Ferrocarril Urquiza | 0 - 1 | Sacachispas           | Monumental de Villa Lynch | 4 de marzo |
| General Belgrano    | 4 - 1 | Justo José de Urquiza | Auxiliar Almirante Brown  | 4 de marzo |

| Piraña                | 2 - 2 | Deportivo Paraguayo   | Saturnino Moure           | 11 de marzo |
| Central Ballester     | 1 - 0 | Ferrocarril Urquiza   | Italia y Moreno           | 11 de marzo |
| Defensores de Almagro | 2 - 2 | Acassuso              | Monumental de Villa Lynch | 11 de marzo |
| Sacachispas           | 2 - 1 | Justo José de Urquiza | Lacarra y Barros Pazos    | 11 de marzo |
| Sportivo Palermo      | 2 - 3 | General Belgrano      | Kelsey y Bonifacini       | 11 de marzo |

| Acassuso              | 3 - 1 | Piraña                | Italia y Moreno           | 23 de marzo |
| Deportivo Paraguayo   | 2 - 2 | Sportivo Palermo      | Lacarra y Barros Pazos    | 23 de marzo |
| Ferrocarril Urquiza   | 3 - 1 | Defensores de Almagro | Monumental de Villa Lynch | 23 de marzo |
| General Belgrano      | 5 - 5 | Sacachispas           | Auxiliar Almirante Brown  | 23 de marzo |
| Justo José de Urquiza | 0 - 1 | Central Ballester     | Kelsey y Bonifacini       | 23 de marzo |

| Central Ballester     | 1 - 0 | Sacachispas           | Italia y Moreno           | 25 de marzo |
| Defensores de Almagro | 1 - 8 | Justo José de Urquiza | Monumental de Villa Lynch | 25 de marzo |
| Piraña                | 3 - 2 | Ferrocarril Urquiza   | Saturnino Moure           | 25 de marzo |
| Sportivo Palermo      | 1 - 4 | Acassuso              | Kelsey y Bonifacini       | 25 de marzo |
| Deportivo Paraguayo   | 1 - 1 | General Belgrano      | Italia y Moreno           | 4 de abril  |

| Acassuso              | 2 - 1 | Deportivo Paraguayo   | Monumental de Villa Lynch | 1 de abril |
| Ferrocarril Urquiza   | 1 - 2 | Sportivo Palermo      | Auxiliar Almirante Brown  | 1 de abril |
| General Belgrano      | 1 - 0 | Central Ballester     | Kelsey y Bonifacini       | 1 de abril |
| Justo José de Urquiza | 1 - 1 | Piraña                | Lacarra y Barros Pazos    | 1 de abril |
| Sacachispas           | 3 - 3 | Defensores de Almagro | Lacarra y Barros Pazos    | 1 de abril |

| Acassuso              | 1 - 1 | General Belgrano      | Italia y Moreno           | 8 de abril |
| Defensores de Almagro | 2 - 0 | Central Ballester     | Monumental de Villa Lynch | 8 de abril |
| Deportivo Paraguayo   | 0 - 1 | Ferrocarril Urquiza   | Lacarra y Barros Pazos    | 8 de abril |
| Piraña                | 1 - 1 | Sacachispas           | Saturnino Moure           | 8 de abril |
| Sportivo Palermo      | 3 - 2 | Justo José de Urquiza | Kelsey y Bonifacini       | 8 de abril |

| Central Ballester     | 2 - 1 | Piraña                | Italia y Moreno           | 15 de abril |
| Ferrocarril Urquiza   | 1 - 0 | Acassuso              | Monumental de Villa Lynch | 15 de abril |
| General Belgrano      | 5 - 1 | Defensores de Almagro | Auxiliar Almirante Brown  | 15 de abril |
| Justo José de Urquiza | 0 - 3 | Deportivo Paraguayo   | Kelsey y Bonifacini       | 15 de abril |
| Sacachispas           | 0 - 1 | Sportivo Palermo      | Lacarra y Barros Pazos    | 15 de abril |

| Acassuso            | 3 - 2 | Justo José de Urquiza | Italia y Moreno           | 22 de abril |
| Piraña              | 2 - 1 | Defensores de Almagro | Saturnino Moure           | 22 de abril |
| Deportivo Paraguayo | 1 - 1 | Sacachispas           | Lacarra y Barros Pazos    | 23 de abril |
| Ferrocarril Urquiza | 1 - 0 | General Belgrano      | Monumental de Villa Lynch | 23 de abril |
| Sportivo Palermo    | 0 - 2 | Central Ballester     | Kelsey y Bonifacini       | 23 de abril |

| Central Ballester     | 2 - 0 | Deportivo Paraguayo | Italia y Moreno           | 29 de abril |
| Defensores de Almagro | 2 - 1 | Sportivo Palermo    | Monumental de Villa Lynch | 29 de abril |
| General Belgrano      | 2 - 1 | Piraña              | Auxiliar Almirante Brown  | 29 de abril |
| Justo José de Urquiza | 1 - 0 | Ferrocarril Urquiza | Kelsey y Bonifacini       | 29 de abril |
| Sacachispas           | 4 - 2 | Acassuso            | Lacarra y Barros Pazos    | 29 de abril |

| Central Ballester     | 2 - 1 | Acassuso            | Italia y Moreno           | 6 de mayo |
| Defensores de Almagro | 2 - 2 | Deportivo Paraguayo | Monumental de Villa Lynch | 6 de mayo |
| Justo José de Urquiza | 2 - 0 | General Belgrano    | Kelsey y Bonifacini       | 6 de mayo |
| Piraña                | 0 - 0 | Sportivo Palermo    | Saturnino Moure           | 6 de mayo |
| Sacachispas           | 4 - 1 | Ferrocarril Urquiza | Lacarra y Barros Pazos    | 6 de mayo |

| Acassuso              | 1 - 1 | Defensores de Almagro | Italia y Moreno           | 13 de mayo |
| Deportivo Paraguayo   | 1 - 0 | Piraña                | Lacarra y Barros Pazos    | 13 de mayo |
| Ferrocarril Urquiza   | 0 - 0 | Central Ballester     | Monumental de Villa Lynch | 13 de mayo |
| General Belgrano      | 2 - 3 | Sportivo Palermo      | Auxiliar Almirante Brown  | 13 de mayo |
| Justo José de Urquiza | 5 - 1 | Sacachispas           | Kelsey y Bonifacini       | 13 de mayo |

| Central Ballester     | 0 - 0 | Justo José de Urquiza | Italia y Moreno           | 20 de mayo |
| Defensores de Almagro | 2 - 2 | Ferrocarril Urquiza   | Monumental de Villa Lynch | 20 de mayo |
| Piraña                | 3 - 1 | Acassuso              | Saturnino Moure           | 20 de mayo |
| Sacachispas           | 1 - 0 | General Belgrano      | Lacarra y Barros Pazos    | 20 de mayo |
| Sportivo Palermo      | 0 - 0 | Deportivo Paraguayo   | Kelsey y Bonifacini       | 20 de mayo |

| Acassuso              | 1 - 1 | Sportivo Palermo      | Italia y Moreno           | 1 de julio |
| Ferrocarril Urquiza   | 0 - 1 | Piraña                | Monumental de Villa Lynch | 1 de julio |
| General Belgrano      | 2 - 1 | Deportivo Paraguayo   | Auxiliar Almirante Brown  | 1 de julio |
| Justo José de Urquiza | 3 - 0 | Defensores de Almagro | Kelsey y Bonifacini       | 1 de julio |
| Sacachispas           | 4 - 1 | Central Ballester     | Lacarra y Barros Pazos    | 1 de julio |

| Central Ballester     | 0 - 1 | General Belgrano      | Italia y Moreno           | 15 de julio |
| Defensores de Almagro | 3 - 1 | Sacachispas           | Monumental de Villa Lynch | 15 de julio |
| Piraña                | 0 - 0 | Justo José de Urquiza | Saturnino Moure           | 15 de julio |
| Sportivo Palermo      | 2 - 1 | Ferrocarril Urquiza   | Kelsey y Bonifacini       | 15 de julio |
| Deportivo Paraguayo   | 2 - 2 | Acassuso              | Lacarra y Barros Pazos    | 20 de julio |

| Central Ballester     | 3 - 0 | Defensores de Almagro | Italia y Moreno           | 22 de julio |
| Ferrocarril Urquiza   | 1 - 0 | Deportivo Paraguayo   | Monumental de Villa Lynch | 22 de julio |
| General Belgrano      | 1 - 1 | Acassuso              | Auxiliar Almirante Brown  | 22 de julio |
| Justo José de Urquiza | 1 - 0 | Sportivo Palermo      | Kelsey y Bonifacini       | 22 de julio |
| Sacachispas           | 1 - 3 | Piraña                | Lacarra y Barros Pazos    | 22 de julio |

| Acassuso              | 2 - 1 | Ferrocarril Urquiza   | Italia y Moreno           | 29 de julio |
| Defensores de Almagro | 1 - 1 | General Belgrano      | Monumental de Villa Lynch | 29 de julio |
| Deportivo Paraguayo   | 1 - 1 | Justo José de Urquiza | Lacarra y Barros Pazos    | 29 de julio |
| Piraña                | 0 - 0 | Central Ballester     | Saturnino Moure           | 29 de julio |
| Sportivo Palermo      | 1 - 5 | Sacachispas           | Kelsey y Bonifacini       | 29 de julio |

| Central Ballester     | 0 - 2 | Sportivo Palermo    | Italia y Moreno           | 19 de agosto |
| Defensores de Almagro | 3 - 5 | Piraña              | Monumental de Villa Lynch | 19 de agosto |
| General Belgrano      | 2 - 2 | Ferrocarril Urquiza | Auxiliar Almirante Brown  | 19 de agosto |
| Justo José de Urquiza | 3 - 1 | Acassuso            | Kelsey y Bonifacini       | 19 de agosto |
| Sacachispas           | 1 - 2 | Deportivo Paraguayo | Lacarra y Barros Pazos    | 19 de agosto |

| Acassuso            | 1 - 0 | Sacachispas           | Italia y Moreno           | 26 de agosto |
| Deportivo Paraguayo | 1 - 0 | Central Ballester     | Lacarra y Barros Pazos    | 26 de agosto |
| Ferrocarril Urquiza | 1 - 1 | Justo José de Urquiza | Monumental de Villa Lynch | 26 de agosto |
| Piraña              | 2 - 2 | General Belgrano      | Saturnino Moure           | 26 de agosto |
| Sportivo Palermo    | 1 - 4 | Defensores de Almagro | Kelsey y Bonifacini       | 26 de agosto |

## Ronda Final por el ascenso

### Tabla de posiciones
| Pos. | Equipo                | Pts. | PJ | PG | PE | PP | GF | GC | Dif. |
| ---- | --------------------- | ---- | -- | -- | -- | -- | -- | -- | ---- |
| 1.º  | Piraña                | 19   | 14 | 8  | 3  | 3  | 40 | 20 | 20   |
| 2.º  | Justo José de Urquiza | 19   | 14 | 7  | 5  | 2  | 29 | 13 | 16   |
| 3.º  | Ferrocarril Midland   | 17   | 14 | 6  | 5  | 3  | 27 | 16 | 11   |
| 4.º  | San Miguel            | 17   | 14 | 6  | 5  | 3  | 24 | 16 | 8    |
| 5.º  | Brown de Adrogué      | 14   | 14 | 6  | 2  | 6  | 20 | 13 | 7    |
| 6.º  | Sacachispas           | 12   | 14 | 7  | 4  | 3  | 38 | 19 | 19   |
| 7.º  | Cañuelas              | 12   | 14 | 5  | 2  | 7  | 27 | 21 | 6    |
| 8.º  | Central Ballester     | 11   | 14 | 5  | 1  | 8  | 22 | 27 | −5   |
| 9.º  | San Martín de Burzaco | 10   | 14 | 5  | 2  | 7  | 23 | 28 | −5   |
| 10.º | Ituzaingó             | 10   | 14 | 4  | 2  | 8  | 19 | 25 | −6   |
| 11.º | Argentino de Merlo    | 9    | 14 | 3  | 3  | 8  | 20 | 29 | −9   |
| 12.º | Deportivo Laferrere   | 6    | 14 | 2  | 2  | 10 | 16 | 33 | −17  |
| 13.º | Puerto Nuevo          | 6    | 14 | 2  | 2  | 10 | 17 | 40 | −23  |
| 14.º | Victoriano Arenas     | 5    | 14 | 2  | 3  | 9  | 25 | 33 | −8   |
| 15.º | General Belgrano      | 0    | 14 | 0  | 1  | 13 | 15 | 61 | −46  |

|  | Jugó un desempate para determinar al campeón. |

### Desempate por el campeonato
| Piraña                                               | 4 - 1 | Justo José de Urquiza | Argentinos Juniors | 6 de enero |
| Piraña se consagró campeón y ascendió a la Primera C |       |                       |                    |            |

### Resultados
| Ituzaingó           | 3 - 5 | San Martín de Burzaco | Pacheco y Mariano Acosta | 23 de septiembre |
| Ferrocarril Midland | 3 - 1 | Central Ballester     | Ciudad de Libertad       | 23 de septiembre |
| General Belgrano    | 2 - 7 | Piraña                | José María Moraños       | 23 de septiembre |
| Victoriano Arenas   | 1 - 3 | Justo José de Urquiza | Saturnino Moure          | 23 de septiembre |
| Sacachispas         | 4 - 0 | Argentino de Merlo    | Lacarra y Barros Pazos   | 23 de septiembre |
| Brown de Adrogué    | 2 - 0 | Puerto Nuevo          | Brown de Adrogué         | 23 de septiembre |
| Cañuelas            | 5 - 1 | Deportivo Laferrere   | El Cajón                 | 23 de septiembre |

| Deportivo Laferrere   | 0 - 1 | Brown de Adrogué    | Rodney y Magnasco    | 30 de septiembre |
| Puerto Nuevo          | 0 - 0 | Sacachispas         | Municipal de Campana | 30 de septiembre |
| Argentino de Merlo    | 2 - 1 | Victoriano Arenas   | Ciudad de Libertad   | 30 de septiembre |
| Justo José de Urquiza | 5 - 0 | General Belgrano    | Kelsey y Bonifacini  | 30 de septiembre |
| Piraña                | 1 - 1 | Ferrocarril Midland | Olavarría y Luna     | 30 de septiembre |
| Central Ballester     | 1 - 2 | Ituzaingó           | Italia y Moreno      | 30 de septiembre |
| San Martín de Burzaco | 2 - 2 | San Miguel          | Francisco Boga       | 30 de septiembre |

| San Miguel          | 4 - 2 | Central Ballester     | Malvinas Argentinas      | 7 de octubre  |
| Ituzaingó           | 3 - 1 | Piraña                | Pacheco y Mariano Acosta | 7 de octubre  |
| Ferrocarril Midland | 2 - 2 | Justo José de Urquiza | Ciudad de Libertad       | 7 de octubre  |
| Victoriano Arenas   | 4 - 4 | Puerto Nuevo          | Saturnino Moure          | 7 de octubre  |
| Sacachispas         | 2 - 2 | Deportivo Laferrere   | Lacarra y Barros Pazos   | 7 de octubre  |
| Brown de Adrogué    | 4 - 0 | Cañuelas              | Brown de Adrogué         | 7 de octubre  |
| General Belgrano    | 3 - 3 | Argentino de Merlo    | José María Moraños       | 10 de octubre |

| Cañuelas              | 1 - 1 | Sacachispas           | El Cajón             | 14 de octubre |
| Deportivo Laferrere   | 1 - 1 | Victoriano Arenas     | Rodney y Magnasco    | 14 de octubre |
| Puerto Nuevo          | 4 - 3 | General Belgrano      | Municipal de Campana | 14 de octubre |
| Argentino de Merlo    | 0 - 2 | Ferrocarril Midland   | Ciudad de Libertad   | 14 de octubre |
| Justo José de Urquiza | 1 - 1 | Ituzaingó             | Kelsey y Bonifacini  | 14 de octubre |
| Piraña                | 0 - 0 | San Miguel            | Olavarría y Luna     | 14 de octubre |
| Central Ballester     | 1 - 0 | San Martín de Burzaco | Italia y Moreno      | 14 de octubre |

| San Martín de Burzaco | 2 - 1   | Piraña                | Francisco Boga           | 21 de octubre |
| San Miguel            | 2 - 2   | Justo José de Urquiza | Malvinas Argentinas      | 21 de octubre |
| Ituzaingó             | 1 - 1   | Argentino de Merlo    | Pacheco y Mariano Acosta | 21 de octubre |
| Ferrocarril Midland   | 3 - 1   | Puerto Nuevo          | Ciudad de Libertad       | 21 de octubre |
| General Belgrano      | 0 - 2   | Deportivo Laferrere   | José María Moraños       | 21 de octubre |
| Victoriano Arenas     | 1 - 1   | Cañuelas              | Saturnino Moure          | 21 de octubre |
| Sacachispas           | PP - PP | Brown de Adrogué      | Lacarra y Barros Pazos   | 21 de octubre |

| Brown de Adrogué      | PP - PP | Victoriano Arenas     | Brown de Adrogué     | 28 de octubre |
| Cañuelas              | PP - PP | General Belgrano      | El Cajón             | 28 de octubre |
| Deportivo Laferrere   | PP - PP | Ferrocarril Midland   | Rodney y Magnasco    | 28 de octubre |
| Puerto Nuevo          | PP - PP | Ituzaingó             | Municipal de Campana | 28 de octubre |
| Argentino de Merlo    | PP - PP | San Miguel            | Ciudad de Libertad   | 28 de octubre |
| Justo José de Urquiza | PP - PP | San Martín de Burzaco | Kelsey y Bonifacini  | 28 de octubre |
| Piraña                | 2 - 0   | Central Ballester     | Olavarría y Luna     | 28 de octubre |

| Central Ballester     | PP - PP | Justo José de Urquiza | Club_Social_y_Deportivo_Central_Ballester#Estadio | 4 de noviembre |
| San Martín de Burzaco | PP - PP | Argentino de Merlo    | Francisco Boga                                    | 4 de noviembre |
| San Miguel            | PP - PP | Puerto Nuevo          | Malvinas Argentinas                               | 4 de noviembre |
| Ituzaingó             | PP - PP | Deportivo Laferrere   | Club_Atlético_Ituzaingó#Estadio                   | 4 de noviembre |
| Ferrocarril Midland   | PP - PP | Cañuelas              | Ciudad de Libertad                                | 4 de noviembre |
| General Belgrano      | 1 - 6   | Brown de Adrogué      | José María Moraños                                | 4 de noviembre |
| Victoriano Arenas     | 0 - 3   | Sacachispas           | Saturnino Moure                                   | 4 de noviembre |

| Sacachispas           | 5 - 0   | General Belgrano      | Lacarra y Barros Pazos | 11 de noviembre |
| Brown de Adrogué      | 1 - 1   | Ferrocarril Midland   | Brown de Adrogué       | 11 de noviembre |
| Cañuelas              | PP - PP | Ituzaingó             | El Cajón               | 11 de noviembre |
| Deportivo Laferrere   | PP - PP | San Miguel            | Rodney y Magnasco      | 11 de noviembre |
| Puerto Nuevo          | PP - PP | San Martín de Burzaco | Municipal de Campana   | 11 de noviembre |
| Argentino de Merlo    | PP - PP | Central Ballester     | Ciudad de Libertad     | 11 de noviembre |
| Justo José de Urquiza | 2 - 2   | Piraña                | Kelsey y Bonifacini    | 11 de noviembre |

| Piraña                | 3 - 1 | Argentino de Merlo  | Olavarría y Luna         | 18 de noviembre |
| San Martín de Burzaco | 3 - 2 | Deportivo Laferrere | Francisco Boga           | 18 de noviembre |
| San Miguel            | 3 - 1 | Cañuelas            | Malvinas Argentinas      | 18 de noviembre |
| Ituzaingó             | 1 - 0 | Brown de Adrogué    | Pacheco y Mariano Acosta | 18 de noviembre |
| Ferrocarril Midland   | 0 - 4 | Sacachispas         | Ciudad de Libertad       | 18 de noviembre |
| General Belgrano      | 0 - 9 | Victoriano Arenas   | José María Moraños       | 18 de noviembre |
| Central Ballester     | 5 - 2 | Puerto Nuevo        | Italia y Moreno          | 22 de noviembre |

| Victoriano Arenas   | 0 - 2 | Ferrocarril Midland   | Saturnino Moure        | 25 de noviembre |
| Sacachispas         | 4 - 2 | Ituzaingó             | Lacarra y Barros Pazos | 25 de noviembre |
| Brown de Adrogué    | 1 - 1 | San Miguel            | Brown de Adrogué       | 25 de noviembre |
| Cañuelas            | 4 - 0 | San Martín de Burzaco | El Cajón               | 25 de noviembre |
| Deportivo Laferrere | 1 - 3 | Central Ballester     | Rodney y Magnasco      | 25 de noviembre |
| Puerto Nuevo        | 0 - 7 | Piraña                | Municipal de Campana   | 25 de noviembre |
| Argentino de Merlo  | 2 - 2 | Justo José de Urquiza | Ciudad de Libertad     | 25 de noviembre |

| Justo José de Urquiza | 2 - 0 | Puerto Nuevo        | Kelsey y Bonifacini      | 2 de diciembre |
| Piraña                | 4 - 1 | Deportivo Laferrere | Olavarría y Luna         | 2 de diciembre |
| Central Ballester     | 2 - 5 | Cañuelas            | Italia y Moreno          | 2 de diciembre |
| San Martín de Burzaco | 0 - 1 | Brown de Adrogué    | Francisco Boga           | 2 de diciembre |
| San Miguel            | 4 - 2 | Sacachispas         | Malvinas Argentinas      | 2 de diciembre |
| Ituzaingó             | 2 - 3 | Victoriano Arenas   | Pacheco y Mariano Acosta | 2 de diciembre |
| Ferrocarril Midland   | 7 - 1 | General Belgrano    | Ciudad de Libertad       | 2 de diciembre |

| General Belgrano    | 1 - 4 | Ituzaingó             | José María Moraños     | 9 de diciembre |
| Victoriano Arenas   | 0 - 2 | San Miguel            | Saturnino Moure        | 9 de diciembre |
| Sacachispas         | 7 - 2 | San Martín de Burzaco | Lacarra y Barros Pazos | 9 de diciembre |
| Brown de Adrogué    | 2 - 0 | Central Ballester     | Brown de Adrogué       | 9 de diciembre |
| Cañuelas            | 0 - 2 | Piraña                | El Cajón               | 9 de diciembre |
| Deportivo Laferrere | 0 - 3 | Justo José de Urquiza | Rodney y Magnasco      | 9 de diciembre |
| Puerto Nuevo        | 3 - 2 | Argentino de Merlo    | Municipal de Campana   | 9 de diciembre |

| Argentino de Merlo    | 6 - 2 | Deportivo Laferrere | Ciudad de Libertad       | 16 de diciembre |
| Justo José de Urquiza | 3 - 1 | Cañuelas            | Kelsey y Bonifacini      | 16 de diciembre |
| Piraña                | 2 - 1 | Brown de Adrogué    | Olavarría y Luna         | 16 de diciembre |
| Central Ballester     | 2 - 2 | Sacachispas         | Italia y Moreno          | 16 de diciembre |
| San Martín de Burzaco | 4 - 0 | Victoriano Arenas   | Francisco Boga           | 16 de diciembre |
| San Miguel            | 3 - 2 | General Belgrano    | Malvinas Argentinas      | 16 de diciembre |
| Ituzaingó             | 0 - 3 | Ferrocarril Midland | Pacheco y Mariano Acosta | 16 de diciembre |

| Ferrocarril Midland | 1 - 1 | San Miguel            | Ciudad de Libertad     | 23 de diciembre |
| General Belgrano    | 2 - 3 | San Martín de Burzaco | José María Moraños     | 23 de diciembre |
| Victoriano Arenas   | 2 - 3 | Central Ballester     | Saturnino Moure        | 23 de diciembre |
| Sacachispas         | 4 - 3 | Piraña                | Lacarra y Barros Pazos | 23 de diciembre |
| Brown de Adrogué    | 0 - 2 | Justo José de Urquiza | Brown de Adrogué       | 23 de diciembre |
| Cañuelas            | 4 - 0 | Argentino de Merlo    | El Cajón               | 23 de diciembre |
| Deportivo Laferrere | 4 - 2 | Puerto Nuevo          | Rodney y Magnasco      | 23 de diciembre |

| Puerto Nuevo          | 1 - 5 | Cañuelas            | Municipal de Campana | 30 de diciembre |
| Argentino de Merlo    | 3 - 1 | Brown de Adrogué    | Ciudad de Libertad   | 30 de diciembre |
| Justo José de Urquiza | 2 - 0 | Sacachispas         | Kelsey y Bonifacini  | 30 de diciembre |
| Piraña                | 5 - 3 | Victoriano Arenas   | Saturnino Moure      | 30 de diciembre |
| Central Ballester     | 2 - 0 | General Belgrano    | Italia y Moreno      | 30 de diciembre |
| San Martín de Burzaco | 2 - 2 | Ferrocarril Midland | Francisco Boga       | 30 de diciembre |
| San Miguel            | 2 - 0 | Ituzaingó           | Malvinas Argentinas  | 30 de diciembre |